# 가모지마정
가모지마정(鴨島町)은 도쿠시마현 오에군의 옛 정이다.  
2004년 10월 1일 오에군의 야마카와정・가와시마정・미사토촌이 신설 합병해 요시노가와시가 되어 소멸하였다. 

## 역사
- 1889년 4월 1일 - 정촌제 시행에 의해, 오에군 가모지마촌・우지시마촌・모리야마촌・니시오촌・히가시야마촌이 설립하였다.
- 1908년 7월 20일 - 가모지마촌이 정제도를 시행해 가모지마정이 되었다
- 1954년 3월 31일 - 우지시마촌・모리야마촌・니시오촌이 합병해 새로운 가모지마정이 되었다.
- 1955년 1월 1일 - 히가시야마촌의 일부를 편입하여 남은 지역을 합병하여 미사토촌이 신설되었다.
- 1957년 3월 31일 - 아와군 가키시마촌의 일부를 편입하였다. 잔부는 이타노군 이치죠정을 합병해 요시노정이 신설되었다.
- 2004년 10월 1일 - 가와시마정・야마카와정・미사토촌을 합병하여 요시노가와시가 되었다.

## 교육

### 고등학교
- 도쿠시마현립 가모지마 상업 고등학교

### 중학교
- 요시노가와 시립 가모지마 제1고등학교
- 요시노가와 시립 가모지마 히가시나카학교

## 교통

### 철도
- 시코쿠 여객철도
  - 도쿠시마선
    - 니시오에역 - 가모지마역 - 오에즈카역 - 우시노시마역

### 고속도로
- 국도 제192호선
- 국도 제318호선